# Merel Conijn
Merel Conijn (* 19. Oktober 2001) ist eine niederländische Eisschnellläuferin.

## Werdegang
Conijn trat international erstmals bei den Juniorenweltmeisterschaften 2020 in Tomaszów Mazowiecki in Erscheinung. Dort gewann sie über die Distanzen 1500 m und 3000 m sowie im Massenstart jeweils die Bronzemedaille und in der Teamverfolgung die Goldmedaille. Im Jahr 2022 wurde sie bei der Mehrkampfweltmeisterschaft in Hamar Sechste im Kleinen Vierkampf und nahm zu Beginn der Saison 2022/23 in Stavanger erstmals am Weltcup teil, wobei sie auf den 14. Platz über 3000 m lief. In der Saison 2024/25 kam sie im Weltcup über die Langdistanzen fünfmal unter den ersten Zehn. Dabei erreichte sie mit jeweils zweiten Plätzen in Calgary über 5000 m sowie in Tomaszów Mazowiecki über 3000 m ihre ersten Podestplatzierungen im Weltcup und zum Saisonende den vierten Gesamtrang im Weltcup über die Langdistanzen. Bei den Europameisterschaften 2025 in Heerenveen belegte sie den vierten Platz im Kleinen Vierkampf und holte beim Saisonhöhepunkt, den Einzelstreckenweltmeisterschaften 2025 in Hamar, jeweils die Bronzemedaille über 3000 m und 5000 m. Bei niederländischen Meisterschaften siegte sie bisher jeweils einmal über 5000 m (2025) und im Kleinen Vierkampf (2022).

## Erfolge

### Einzelstrecken-Weltmeisterschaften
- 2025 Hamar: 3. Platz 3000 m, 3. Platz 5000 m

### Mehrkampf-Weltmeisterschaften
- 2022 Hamar: 6. Platz Kleiner Vierkampf

### Europameisterschaften
- 2025 Heerenveen: 4. Platz Kleiner Vierkampf

### Persönliche Bestleistungen
| Disziplin | Zeit        | Datum             | Ort        |
| --------- | ----------- | ----------------- | ---------- |
| 500 m     | 39,17 s     | 15. Januar 2022   | Heerenveen |
| 1000 m    | 1:16,69 min | 20. Dezember 2021 | Heerenveen |
| 1500 m    | 1:55,85 min | 29. Dezember 2024 | Heerenveen |
| 3000 m    | 3:56,89 min | 15. Februar 2025  | Heerenveen |
| 5000 m    | 6:46,93 min | 16. Februar 2025  | Heerenveen |